# Joania ukrainica
Joania ukrainica — викопний вид плечоногих родини Megathyrididae. Описаний по скам'янілі рештки, що знайдені в Україні у Рибальському кар'єрі поблизу міста Дніпра. Скам'янілості датуються пізнім еоценом.